# Société civile pour l'administration des droits des artistes et musiciens interprètes
Pour les articles homonymes, voir Adami.
 (janvier 2016).
Si vous disposez d'ouvrages ou d'articles de référence ou si vous connaissez des sites web de qualité traitant du thème abordé ici, merci de compléter l'article en donnant les références utiles à sa vérifiabilité et en les liant à la section « Notes et références ».
La Société civile pour l'administration des droits des artistes et musiciens interprètes, également désigné par l'acronyme Adami (ou ADAMI), est un organisme français de gestion collective des droits des artistes interprètes (OGC). Ces droits sont des droits voisins des droits d'auteur.
Ces droits sont composés de : 
- La Copie privée audiovisuelle et sonore : Il s'agit d'argent collecté auprès des fabricants (ou importateurs) des supports de stockage de contenus audiovisuels ou sonores (smartphones, box internet..). Cette rémunération compense le préjudice subi par les auteurs, artistes, éditeurs et producteurs du manque à gagner résultant de cette utilisation massive et gratuite de leurs œuvres. L'exception pour copie privée a été instaurée par la loi n° 57-298 du 11 mars 1957 et codifiée à l'article L 122-5-2° du Code de la Propriété Intellectuelle pour le droit d'auteur et à l'article L 211-3-2° pour les droits voisins du Code de la Propriété Intellectuelle (CPI).
- La Rémunération équitable : il s'agit d'un pourcentage des recettes des diffuseurs de contenus (télévision, discothèques, radios...) collectés par la Société pour la perception de la rémunération équitable (Spré), qui confie ensuite ces revenus aux organismes de gestion collective.
- Les Droits exclusifs : revenus issus de l'exploitation des oeuvres de l'artiste
- Les Droits internationaux : revenus issus de l'exploitation des oeuvres de l'artiste à l'étranger
Créée en 1955 par trois artistes-interprètes, l’Adami gère les droits des comédiens, des chanteurs, des musiciens, des chefs d'orchestre et des danseurs, pour la diffusion de leur travail enregistré.
Près de 90,5 millions d’euros ont été collectés en 2023.

## Gouvernance
Afin de représenter les différents métiers des artistes-interprètes, le Conseil d'administration de l’Adami est composé de 24 membres, répartis en sièges réservés. Le tiers de ses membres est renouvelé chaque année. Cette représentativité à pour but de permettre aux membres du Conseil d’administration de défendre les intérêts de tous les artistes-interprètes.

### Conseil d'administration
Il oriente et supervise l’activité de la société, il est composé de : 11 artistes dramatiques ; 8 artistes de variétés, jazz et musiques actuelles ; 2 artistes lyriques ; 2 artistes musiciens classiques et/ou chefs d’orchestre ; 1 artiste chorégraphique.

#### Artistes dramatiques
Véronique Ataly, Anne Bouvier, Nathalie Boyer, Didier Brice, Anne Dos Santos, François Dunoyer, Pierre Forest, Dominique Frot, Sam Karmann,  Olivier Sitruk, Valérie Vogt

#### Artistes de variétés, jazz et musiques actuelles
Leslie Bourdin, Jil Caplan, André Ceccarelli, Jessie Chaton, Dorothée Hannequin, Karim Kacel, Annabelle Mouloudji,  Laurent de Wilde

#### Artistes lyriques
Anne-Sophie Durpels, Thomas Dorié

#### Artistes musiciens classiques et/ou chefs d’orchestre
Annelise Clément, Karine Crocquenoy

#### Artiste chorégraphique
Isabelle Gonzalez

### Présidents de l'Adami
- Roger Bourdin (1955-1968)
- André Bellec (1968-1988)
- Guy Marly (janvier-juin 1988)
- Maurice Vallier (1988-1995)
- Jean-Claude Petit (1995-1998)
- Maurice Vallier (intérim, 1998-1999)
- Pierre Santini (1999-2005)
- Philippe Ogouz (2005-2013)
- Jean-Jacques Milteau (2013-2020)
- Anne Bouvier (depuis 2020)[6]

## Les missions de l'Adami
L’Adami gère les rémunérations secondaires de l’exploitation du travail enregistré des artistes-interprètes. Elle finance la création, la production et la diffusion de leurs projets dans tous les domaines et tous les genres artistiques. Elle accompagne et soutient les artistes et leurs projets tout au long de leur carrière. Elle défend leurs droits en France et dans le monde.

### Les droits des artistes-interprètes gérés par l'Adami
Quand un/une artiste-interprète joue dans un film, quand il/elle enregistre une musique, une chanson, ce film est ensuite diffusé à la télévision, cette musique est diffusée à la radio, à la télévision, dans les commerces et dans les lieux publics, et le tout est copié par le consommateur final.
C’est pourquoi, après avoir conclu un contrat individuel avec un producteur, qui le rémunère pour son interprétation et la première exploitation de son enregistrement, l’artiste-interprète bénéficie de plusieurs types de droits qui lui assurent des rémunérations prévues par la loi ou par des accords collectifs :
- Le droit à rémunération équitable couvre la diffusion de la musique à la radio, dans les commerces et dans les lieux publics.
- Le droit à rémunération pour copie privée sonore et audiovisuelle est la contrepartie du droit accordé au consommateur de copier les enregistrements – si la source est licite – pour son usage personnel sur les clés USB, les CD et DVD vierges, les tablettes et les smartphones qu’il a achetés pour les voir et les écouter à sa guise.
- Les droits exclusifs qui ouvrent droit à des rémunérations issues de l’exploitation secondaire des interprétations des comédiens : après amortissement du budget du film, pour les exploitations de leurs films en vidéo, en vidéo à la demande, pour les ventes à l’étranger, les ventes en France sur le câble, la TNT…
- Les droits internationaux en vertu d’accords de représentation conclus avec des sociétés étrangères homologues de gestion.

### Les aides financières aux projets artistiques
La loi prévoit qu’une part des montants collectés revienne aux artistes par le financement de projets de création, de production, de diffusion et de formation continue. Plus précisément, l'article L321-9 du code de la propriété intellectuelle dispose que les organismes de gestion collective doivent y employer 25 % des sommes provenant de la rémunération pour copie privée et la totalité des irrépartissables.
L’Adami apporte son aide financière aux projets directement portés par des artistes ou qui favorisent l’emploi, le développement de carrière, la formation et la promotion des artistes-interprètes professionnels avec l’ambition d’être au plus près de leurs besoins et de leurs pratiques.

### Événements Adami
Chaque année, l’Adami propose des opérations de promotions de jeunes talents (Talents Adami Cinéma, Talents Adami Classique, Talents Adami Théâtre, Talents Adami Jazz…) et des événements à destination des artistes (Session Unik, Hip Hop Symphonique...).

## Rapprochement avec la Spedidam
Le 17 octobre 2016, l'Adami et la Spedidam ont signé un accord de rapprochement, pour former la SAI (Société des artistes interprètes). Elle sera le plus grand organisme européen de gestion des droits artistiques avec 136 millions d’euros perçus pour 100 000 artistes.